# Mynth
Mynth ist ein österreichisches Elektropop-Duo aus Salzburg. Der Stil des Duos bewegt sich zwischen Pop, Elektronik und Trip-Hop. Das verhaltene Tempo der meisten Songs wirkt verträumt bis melancholisch.

## Geschichte
Mynth wurde im Dezember 2014 gegründet und besteht aus den Zwillingen Giovanna und Mario Fartacek. Die beiden Zwillinge musizierten zuvor bereits mit der Indieband Deadnote.danse. Sie machten Anfang 2015 mit einem ersten Video und der im Februar erschienenen Debüt-EP Polar Nights auf sich aufmerksam. Im Jänner 2016 wurde das Duo mit dem Heimo-Erbse-Förderpreis, einem Preis für junge Salzburger Musiker, ausgezeichnet. Im Februar 2016 erschien das erste Album der Band.
Im Jahr 2017 gewann die Band den Amadeus Austrian Music Award in der Kategorie „Electronic / Dance“.
Das von Regisseur Rupert Höller gedrehte Video zur Single Smog von dem 2017 erschienenen Album Parallels war für die Berlin Music Video Awards nominiert.
Am 6. November 2020 haben Mynth ihr drittes Studioalbum Shades auf Assim Records veröffentlicht.

## Diskografie

### Alben
- 2016: Plaat II (Seayou Records)
- 2017: Parallels (Seayou Records)
- 2020: Shades (Assim Records)

### EPs
- 2015: Polar Nights (Seayou Records)
- 2018: Echo (Seayou Records)

## Auszeichnungen
- 2016: Heimo-Erbse-Förderpreis
- 2017: Amadeus Austrian Music Award in der Kategorie Electronic / Dance